# Politiezone Balen-Dessel-Mol
De Politiezone Balen-Dessel-Mol (zonenummer 5368, informeel ook BDM) is een Belgische politiezone bestaande uit de Antwerpse gemeenten Balen, Dessel en Mol. De zone telt ongeveer 70286 inwoners (1/1/2022) en beslaat een oppervlakte van ongeveer 215 km². De politiezone behoort tot het gerechtelijk arrondissement Antwerpen.
De zone staat onder leiding van korpschef Walter Coenraets.
Het hoofdcommissariaat van de politiezone is gelegen aan de Guido Gezellestraat 29 in Mol.
| Periode    | Korpschef                   |
| ---------- | --------------------------- |
| 2002-2019  | Roger Mol                   |
| 2019-2020  | Willy Van Hoof (waarnemend) |
| 2020-heden | Walter Coenraets            |